# Marca (bướm đêm)
Marca  là một chi bướm đêm thuộc họ Erebidae.